# Hiirisaaret (ö i Norra Savolax)
Hiirisaaret är en ö i Finland. Den ligger i sjön Hankavesi och Lonkari och i kommunen Rautalampi i den ekonomiska regionen  Inre Savolax ekonomiska region  och landskapet Norra Savolax, i den centrala delen av landet, 280 km norr om huvudstaden Helsingfors. Öns area är 1,3 hektar och dess största längd är 170 meter i nord-sydlig riktning.  Notera att namnet antyder att det är fråga om flera öar.